# Chopo
Chopo (em francês: Tshopo) é uma província da República Democrática do Congo. Criada a partir do desmembramento da antiga Província Oriental, pela nova constituição do país. Possui uma população de 2.614.630 habitantes numa área de 199.567 km². 
A província tem esse nome por causa do Rio Chopo. Sua capital é a cidade de Quissangane, que fora também a capital da Província Oriental.